# جبورندي عملاق
جبورندي عملاق (الاسم العلمي:Pilocarpus giganteus) هو نوع من النباتات يتبع جنس الجبورندي من الفصيلة السذابية.